# 塔瓦拉
塔瓦拉，是西班牙卡斯蒂利亚-莱昂萨莫拉省的一个市镇。 总面积113平方公里，总人口950人（2001年），人口密度8人/平方公里。